# Coelioxys bisoncornua
Coelioxys bisoncornua là một loài Hymenoptera trong họ Megachilidae. Loài này được Hill mô tả khoa học năm 1936.